# August Schels
August Schels (* 7. Oktober 1829 in Obergriesbach; † 4. März 1886 in Regensburg) war ein Jurist und Mitglied des Deutschen Reichstags.
Schels war königlicher Bezirksgerichtsrat und königlicher Landgerichtsrat in Regensburg.
Er war Mitglied der bayerischen Kammer der Abgeordneten von 1875 bis 1886 für die Wahlbezirke Cham und Landau. Von 1871 bis 1874 war er Mitglied des Deutschen Reichstags, wo er für den Wahlkreis Oberpfalz 4 (Neuenburg vorm Walde) dem Zentrum angehörte.
Schels war verheiratet mit einer Tochter des Paläontologen Ernst Conrad Hassencamp.